# Purple Tape
La Purple Tape est le titre donnée à la première maquette enregistrée par le groupe de rock alternatif américain, Pixies. Elle fut enregistrée en mars 1987, dans les studios Fort Apache de Boston, Massachusetts, par le producteur Gary Smith.
Dix-sept titres furent enregistrés par le groupe, dont huit furent ensuite utilisés pour figurer sur l'EP Come On Pilgrim.
Les autres titres extraits de la Purple Tape sortirent en 2002 sur la compilation Pixies.